# Otto Deßloch
Otto Deßloch (11 de junho de 1889 - 13 de maio de 1977) foi um oficial alemão que serviu durante a Segunda Guerra Mundial. Foi condecorado com a Cruz de Cavaleiro da Cruz de Ferro.

## Carreira

### Patentes
Generaloberst

### Condecorações
| Cruz de Ferro 2ª Classe                           |
| Cruz de Ferro 1ª Classe                           |
| Folhas de Carvalho nº 470 (4 de setembro de 1943) |